# Robottino
Robottino (サイボットロボッチ?, Cybot Robotty) è un anime di 39 episodi da 24 minuti l'uno, su un soggetto creato da Ken Ishikawa (Getter Robo) e prodotto da Dynamic Productions e Knack Productions. La serie è stata trasmessa inizialmente in Giappone sull'emittente TV Tokyo dal 7 ottobre 1982 al 29 giugno 1983.

## Trama
Apparentemente ispirato al più famoso Dr. Slump & Arale di Akira Toriyama, di cui riprende alcune situazioni (il robot bambino, lo scienziato innamorato non corrisposto, il villaggio abitato da personaggi stereotipati, ecc..), Robottino è la storia di un robot creato dal Dott. Art Deko, scienziato che abita in una specie di casa/locomotiva a vapore, in un villaggio di campagna la cui popolazione è composta sia da umani che da altri automi, alcuni dei quali raffiguranti personaggi tipici della tradizione giapponese (il lottatore di sumo, la geisha, i contadini, ecc..). Robottino è innamorato di Kurumi, una giovane ragazza umana, la cui sorella maggiore, Sachiko, è la poliziotta del villaggio e la donna di cui è innamorato perdutamente il dottor Deko (non corrisposto).
La serie presenta poi altri personaggi, come il sacerdote del tempio o il sindaco (perennemente occupati a portare avanti i loro interessi personali), la vecchia negoziante esperta di arti marziali o gli amici umani e robotici di Robottino e Kurumi. Oltre a questi sono presenti diversi antagonisti, sia malavitosi che cercano di impossessarsi delle invenzioni di Deko, sia altri scienziati, votati al crimine, che cercano di dimostrare di essere migliori di lui.
Durante la serie i personaggi si allontaneranno più volte dal loro villaggio, viaggeranno in Europa e parteciperanno nei due episodi finali (unico episodio doppio della serie) ad una gara intorno al mondo per robot e androidi.

## Edizione giapponese
Alla realizzazione degli storyboard della serie ha collaborato Tetsurō Amino (Macross 7, Let's & Go) e Masayuki Kojima (Gunslinger Girl, Trinity Blood, Abenobashi) ha diretto un episodio.

### Musiche
Le canzoni di apertura e di chiusura sono cantate e scritte da Yukari Sato su musiche e arrangiamento di Jun Irie e Tetsuro Oda. Le musiche del cartone sono di Masayuki Aihara.
Stefania Mantelli de Le Mele Verdi ha inciso la sigla in italiano per l'edizione home video, pubblicata nel 2007 nel cofanetto CD "Al tempo delle mele verdi".

### Cast
- Creato da: Ken Ishikawa, Toyohiro Ando
- Registi della serie: Tatsuya Kasahara, Kazuyuki Okaseko
- Script: Ayuko Anzai, Hideki Sonoda, Susumu Yoshida, Toyohiro Ando, Yoshiyuki Suga
- Registi degli episodi: Hiroshi Yoshida, Isao Harada, Kazuhiko Komatsu, Kazuyuki Okaseko, Masayuki Kojima
- Registi delle animazioni: Hiromi Nakamura, Noboru Akiyama, Takao Suzuki
- Voci: Natsumi Sakuma (Robottino), Hiroshi Masuoka (Dr. Deko), Aya Mizoguchi (Sylvie), Yoko Kawanami (Kurumi), Masako Miura (Uzura), Nobuo Tomita (Bob)
- Musiche: Masayuki Aihara
- Canzoni di apertura e chiusura: Yukari Sato su musiche e arrangiamenti di Jun Irie e Tetsuro Oda
- Produttori: Knack Co., Ltd. / TV Tokyo

## Edizione italiana
In Italia sono stati trasmessi tutti e 39 gli episodi su diverse televisioni locali (tra cui la syndication di Junior Tv), per quello che riguarda l'adattamento, quasi tutti i nomi sono stati mantenuti uguali a quelli dell'edizione originale nipponica, con l'esclusione del protagonista, adattato in Robottino. Anche le sigle di apertura e chiusura sono quelle originali in giapponese, a cui sono state sovrimpresse le scritte relative all'edizione italiana.
Al contrario di altre serie animate degli anni ottanta, nelle repliche non ha subito censure, probabilmente grazie al fatto di non essere passato su reti nazionali, per cui sono rimaste presenti varie scene ed ammiccamenti di carattere sessuale, come ad esempio il dottor Deko che per sbaglio sfila la gonna a Sachiko, o la stessa che, dopo un rovinoso incidente in moto, rimane con gli abiti strappati e a seno nudo, sulla falsariga di quanto accadeva spesso nelle Time Bokan.
La sigla originale italiana è cantata da Santo Verduci in onda su Universe all'interno della trasmissione TV Contactoons dal 2019

### Doppiaggio
| Nome italiano             | Doppiatore         |
| ------------------------- | ------------------ |
| Robottino (Cybot Robotty) | Massimo Corizza    |
| Prof. Deko                | Sandro Sardone     |
| Kurumi                    | Laura Mercatali    |
| Sachiko                   | Serena Spaziani    |
| Chip                      | Fabrizio Manfredi  |
| Dott. Aiguro              | Giorgio Locuratolo |
| Silvie                    | Laura Boccanera    |
| Nancy                     | Angelina Contaldi  |
| Matsutoko                 | Fabrizio Mazzotta  |
| Kaori                     | Susanna Fassetta   |
| Uzura                     | Antonella Baldini  |
| Kabutomaru                | Willy Moser        |
| Nonna Tobi geri           | Francesca Palopoli |
| Hot Dog                   | Sandro Pellegrini  |

(Fonte: scheda dei doppiatori dal sito "Il mondo dei doppiatori" di Antonio Genna)

### Episodi
| Nº | Titolo italiano Giapponese 「Kanji」 - Rōmaji | In onda          | In onda |
| Nº | Titolo italiano Giapponese 「Kanji」 - Rōmaji | Giapponese       |         |
| 1  | La sfida 「出た！ハチャメチャロボッチ」 - deta! hachamecharobocchi | 7 ottobre 1982   |         |
| 1  | Per mantenere l'ordine nel villaggio di Yamakawa arriva l'ispettrice di polizia Sachiko, nipote del signor Washo. Arriva anche la banda dei Minion, tre spie industriali che vogliono rubare i progetti dei robot del professor Deko, ma vengono messi in fuga da Sachiko. Con l'aiuto di Robottino proveranno a rapire il professore.                                                                             |                  |         |
| 2  | Un robot particolare 「ズッコケサイボット狩り」 - zukkokesaibotto kari | 14 ottobre 1982  |         |
| 2  | Il professor Deko ha costruito una nuova invenzione, un cacciatore di topi automatico di nome Nyanko da regalare alla signorina Sachiko. In realtà ha paura dei topi, quindi sarà utilizzato come aiuto per controllare il traffico. Nel villaggio arriva anche Kurumi, la sorella di Sachiko. Intanto i Minion provano a rubare i robot del professor Deko.                                                       |                  |         |
| 3  | Una sorellina tutto pepe 「どっち勝っち野球っち」 - docchi kacchi yakyū cchi | 21 ottobre 1982  |         |
| 3  | Matsutoko vuole Kurumi come allenatrice della sua squadra di baseball, ma anche Robottino la invita a giocare a baseball, allora per decidere dove andrà, viene organizzata una partita "umani" contro "robot". |                  |         |
| 4  | Il professore innamorato 「恋のハートパンツ」 - koi no hatopantsu | 28 ottobre 1982  |         |
| 4  | Il professor Deko ricorda il suo primo amore e cerca di scoprire se era la signorina Sachiko da piccola. |                  |         |
| 5  | Malattia d'amore 「ダーリン救出大作戦」 - darin kyūshutsu daisakusen | 4 novembre 1982  |         |
| 5  | Rirì viene mandata sotto copertura dalla banda dei Minion nel villaggio di Yamakawa per cercare di rubare i robot del professor Deko. |                  |         |
| 6  | I fantasmi del monte Teng 「テング山お化け騒動」 - tengu yama o bake sōdō | 11 novembre 1982 |         |
| 6  | Dopo aver ascoltato la storia raccontata dal signor Washo, Robottino e Kurumi si avventurano in una grotta nel monte Teng. Robottino a causa degli ultrasuoni dei pipistrelli ha delle visioni spaventose. |                  |         |
| 7  | Robottino al circo 「台風一過サーカスのワナ」 - taifū ikka sakasu no wana | 18 novembre 1982 |         |
| 7  | Un uragano si è abbattuto nel villaggio distruggendo la scuola, e i robot del professor Deko possono ricostruirla velocemente. Arrabbiato per i disastri dei robot, il capovillaggio aiuterà un circo a rubarli, per riprogrammarli e usarli nel loro spettacolo. |                  |         |
| 8  | La maratona dei bambini 「大混戦マラソンだっち」 - daikonsen marason dacchi | 25 novembre 1982 |         |
| 8  | Viene organizzata la maratona dei bambini con dei premi in palio, Robottino vuole vincerla, ma Kabutomaru cercherà in tutti i modi di ostacolarlo. |                  |         |
| 9  | Un orsetto per amico 「パニックイン山川村」 - panikkuin yamakawa mura | 2 dicembre 1982  |         |
| 9  | Dopo una scossa di terremoto, nel monte si è creata una sorgente di acque sulfuree. Il professor Deko si reca lì per fare un bagno, ma viene messo in fuga da un'orsa. Robottino, Kurumi e Ozura vengono attirati dalle urla, ma trovano soltanto un piccolo orso. Tornati al villaggio scoprono che Ozura ha portato con sé il cucciolo, e mamma orsa terrorizzerà il villaggio alla ricerca del proprio piccolo. |                  |         |
| 10 | Caccia al tesoro 「宝の島で冒険だっち」 - takara no shima de bōken dacchi | 9 dicembre 1982  |         |
| 10 | Washo ha dato alla nipote Kurumi una mappa del tesoro del bisnonno. Robottino e i suoi amici si stanno preparando per andare a cercarlo, ma Uzura ha sentito parlare della mappa e avvisa il fratello Kabutomaru. |                  |         |
| 11 | La donna di neve 「スキー大好き」 - suki daisuki | 16 dicembre 1982 |         |
| 11 | In una giornata di neve il professor Deko e gli altri, decidono di andare a sciare. Il signor Washo racconta a Robottino la storia della donna di neve, allora il capovillaggio che gestisce il rifugio di montagna, decide di far traverstire da fantasma della donna di neve, suo figlio Kabutomaru per attirare i turisti incuriositi dalla storia, ma presto il fantasma si materializzerà.                    |                  |         |
| 12 | La torta di Natale 「翔んだクリスマスケーキ」 - ni,?ta.tu. ke.".ke.a.shi.yu | 23 dicembre 1982 |         |
| 12 | Durante il periodo natalizio, la banda dei Minion nasconde una capsula in una torta da regalare a Robottino, che una volta ingerita consentirebbe loro di comandarlo. |                  |         |
| 13 | Botte da orbi 「ロボッチの格闘技No.1」 - robocchi no kakutōgi No.1 | 30 dicembre 1982 |         |
| 13 | Il signor Washo riceve un assegno da un campione di lotta originario del villaggio, e decide di metterlo in palio in un torneo di lotta al quale parteciperà anche Robottino. |                  |         |
| 14 | Robottino regista 「ハチャメチャ映画騒動」 - hachamecha eiga sōdō | 6 gennaio 1983   |         |
| 14 | Un regista sta girando un film, ma la troupe viene messa in fuga dai disordini creati dagli abitanti del villaggio, allora Robottino decide di fare il regista di un film, aiutato dal nuovo robot-cinepresa creato dal professor Deko. |                  |         |
| 15 | Beta l'Extraterrestre 「おかしなＵＦＯ宇宙人」 - okashina UFO uchūjin | 13 gennaio 1983  |         |
| 15 | Un extraterrestre atterra con un UFO nel villaggio alla ricerca di una palla di pietra con incisa la lettera beta. |                  |         |
| 16 | Il matrimonio di Sachiko 「ロボッチのお見合い大作戦」 - robocchi noo miai daisakusen | 20 gennaio 1983  |         |
| 16 | Il professor Deko costruisce un computer in grado di fare oroscopi e indovinare qualsiasi cosa. Quando Robottino gli riferisce di aver sentito che Sachiko si sposa con un matrimonio combinato, il professore, incoraggiato dal computer, decide di farsi avanti con lei. |                  |         |
| 17 | Il nostro villaggio è un Paradiso 「山川村はパラダイスだっち」 - yamakawa mura ha paradaisu dacchi | 27 gennaio 1983  |         |
| 17 | Il ministro dei lavori pubblici dovrebbe arrivare in incognito nel villaggio per concedere dei finanziamenti, allora il sindaco chiede aiuto al professor Deko per trasformare il villaggio in un paradiso, grazie al super lavoro dei suoi robot. |                  |         |
| 18 | Robottino investigatore 「迷探偵ロボッチ登場」 - mei tantei robocchi tōjō | 3 febbraio 1983  |         |
| 18 | L'ispettrice capo Sachiko si è dovuta assentare, allora Robottino decide di prendere il suo posto e indagare su misteriosi furti. |                  |         |
| 19 | La macchina dei sogni 「恐怖のドリームメーカー」 - kyōfu no dorimumeka | 10 febbraio 1983 |         |
| 19 | Il professor Deko costruisce una macchina in grado di materializzare i propri sogni, ma anche di trasformarli in incubi! |                  |         |
| 20 | Robottino maestro di Baseball 「またも挑戦！涙の野球」 - matamo chōsen! namida no yakyū | 17 febbraio 1983 |         |
| 20 | Un bambino arriva al villaggio e vorrebbe giocare a baseball con Kabutomaru, ma viene cacciato via perché non sa giocare, allora Robottino decide di allenarlo con i robot e organizza una partita contro gli "umani" della squadra di Kabutomaru. |                  |         |
| 21 | Il concorso di bellezza 「男の勝負だ美人コンテスト」 - otoko no shōbu da bijin kontesuto | 24 febbraio 1983 |         |
| 21 | Il dottor Aiguro spia per caso il villaggio di Yamakawa, dove si sta per organizzare un concorso di bellezza, decide quindi di far partecipare anche Nancy, una sua creazione, accompagnata da lui travestito da donna. |                  |         |
| 22 | Il rapimento di Robottino 「ＳＯＳ奪われたロボッチ」 - SOS ubawa reta robocchi | 2 marzo 1983     |         |
| 22 | Il dottor Aiguro utilizza il "cannone di onde magnetiche di disturbo" contro Robottino, che inizia così a combinare guai. Approfittando della sua tristezza, riesce a rapirlo e a portarlo nel suo laboratorio per poterlo utilizzare come cavia. |                  |         |
| 23 | Alla ricerca di Kaori 「狙われたアンドロイド」 - nerawa reta andoroido | 9 marzo 1983     |         |
| 23 | L'umanoide Kaori, una creazione del dottor Aiguro, riesce a scappare a bordo di una capsula ed arriva nel villaggio di Yamakawa. Nancy e Silvie vengono inviate per ritrovare la piccola Kaori, che nel frattempo ha incontrato Robottino. |                  |         |
| 24 | Il Rally dei Robot 「激走山川村グランプリ」 - gekisō yamakawa mura guranpuri | 16 marzo 1983    |         |
| 24 | Nel villaggio viene organizzato il "grand prix dell'isola" a cui decide di partecipare anche il dottor Aiguro, ma con l'aiuto di Nancy e Silvie che cercheranno di ostacolare gli altri partecipanti alla gara. |                  |         |
| 25 | Il mistero del Fagiano d'Oro 「謎の黄金鳥伝説」 - nazo no ōgon tori densetsu | 23 marzo 1983    |         |
| 25 | Un vecchio professore universitario di biologia di Deko, arriva al villaggio portando con sé un uovo d'oro. L'obbiettivo è quello di trovare il fagiano d'oro, sentito solo in qualche leggenda. Anche il dottor Aiguro si interessa dell'uovo. |                  |         |
| 26 | La recita dei robot 「浦島次郎物語」 - urashima jirō monogatari | 30 marzo 1983    |         |
| 26 | Robottino fa amicizia con Jiro, un bambino appena arrivato, e decidono di partecipare alla recita annuale del villaggio, gara che mette in palio un viaggio all'estero. Jiro vuole dare una mano a preparare la scenografia per la recita, ma i robot lo mandano via per paura che si faccia male, e lui si arrabbia con tutti, anche con Robottino.                                                               |                  |         |
| 27 | La macchina anti-gravità 「ロボッチの冒険旅行」 - robocchi no bōkenryokō | 6 aprile 1983    |         |
| 27 | In un momento di assenza del professore, Robottino avvia per sbaglio la macchina anti-gravitazionale appena costruita da Deko. La casa si stacca da terra e inizia a vagare in giro per il mondo. |                  |         |
| 28 | Che bello essere invisibili 「ハレンチ透明マシンだっち」 - harenchi tōmei mashin dacchi | 13 aprile 1983   |         |
| 28 | Il professor Deko ha costruito una macchina in grado di rendere invisibile gli oggetti e forse anche le persone. Robottino convince il professore a provarla su di lui, e una volta diventato invisibile, inizia a fare i dispetti in tutto il villaggio. Anche Uzura diventa invisibile, ma la macchina usata sugli umani potrebbe portare alla morte.                                                            |                  |         |
| 29 | Il fagiolo magico 「雲の上の鬼退治だっち」 - kumo no ueno oni taiji dacchi | 20 aprile 1983   |         |
| 29 | Washo racconta un'antica leggenda di alcuni piccoli diavoli che vivono sopra le nuvole, dove ci sarebbe una sedia d'oro, e chi ci si siede sopra, vedrà avverarsi il suo desiderio. Robottino decide di far crescere un fagiolo gigante per arrivare sulle nuvole. |                  |         |
| 30 | Il gigante buono 「ビッグな男がやってきただっち」 - biggu na otoko gayattekitadacchi | 27 aprile 1983   |         |
| 30 | Un giocatore di lotta giapponese è stato cacciato via dal suo villaggio perché combinava guai ed era sempre affamato. Arriva per caso al villaggio di Yamakawa, e il robot lottatore Sekitori decide di combattere con lui. Robottino cercherà di fargli ritrovare il coraggio. |                  |         |
| 31 | Un'amicizia interessata 「友情のカンニング作戦」 - yūjō no kanningu sakusen | 4 maggio 1983    |         |
| 31 | Matsutoko ha preso zero al compito e chiede a Robottino di trasformare temporaneamente il voto in dieci. |                  |         |
| 32 | Viaggio in Europa 「ロボッチの冒険旅行パート２」 - robocchi no bōkenryokō pato 2 | 11 maggio 1983   |         |
| 32 | Il professor Deko utilizza nuovamente la macchina anti-gravitazionale per viaggiare in Europa. Atterrano con la loro casa vicino alle Alpi e partecipano ad un torneo di antichi cavalieri con armatura e lance. |                  |         |
| 33 | La macchina del tempo 「時を駆けるロボッチ」 - toki wo kake ru robocchi | 18 maggio 1983   |         |
| 33 | Robottino insieme agli altri robot, salgono in soffitta e trovano la "pantofola del tempo" costruita dal bisnonno del professor Deko. Robottino la aziona per sbaglio e viene catapultato nel passato. Il professore costruisce un'altra "pantofola del tempo" per riportarlo indietro. |                  |         |
| 34 | Compleanno sulla Luna 「恐怖の誕生日パーティ」 - kyōfu no tanjōbi patei | 25 maggio 1983   |         |
| 34 | Per festeggiare il compleanno del professor Deko, Robottino e gli altri decidono di portarlo sulla Luna. |                  |         |
| 35 | Gara di Baseball 「逆転栄光のゴールだっち」 - gyakuten eikō no goru dacchi | 1º giugno 1983   |         |
| 35 | Il dottor Aiguro vedendo giocare a calcio gli abitanti del villaggio, decide di creare una propria squadra di umanoidi, che sfiderà la squadra dei robot del professor Deko in una partita a calcio. |                  |         |
| 36 | Operazione Follia 「ハイブローよ永遠に」 - haiburo yo eien ni | 8 giugno 1983    |         |
| 36 | Il dottor Aiguro ha costruito una pistola a onde magnetiche che fa impazzire chi ne viene colpito. Il professor Deko decide di costruire un diffusore in grado di riportare tutti alla normalità. |                  |         |
| 37 | L'invasione dei topi 「エッチな鼠をやっつけろ」 - ecchi na nezumi woyattsukero | 15 giugno 1983   |         |
| 37 | Il dottor Aiguro vuole vendicarsi per essere diventato un umanoide, e manda Nancy travestita da Robottino con al seguito numerosi topi, che creano confusione nel villaggio. Gli abitanti danno la colpa a Robottino. |                  |         |
| 38 | Il concorso degli Androidi (prima parte) 「激突ワールドレースだっち」 - gekitotsu warudoresu dacchi | 22 giugno 1983   |         |
| 38 | Robottino partecipa al concorso internazionale degli androidi, tra i partecipanti c'è anche il dottor Aiguro. Le squadre si sfidano in diverse prove, l'ultima è la gara di velocità, e Robottino con Kurumi viaggiano per il mondo a bordo del robot Kabutomaru. |                  |         |
| 39 | Il concorso degli Androidi (seconda parte) 「夢のサイボットランドだっち」 - yume no saibottorando dacchi | 29 giugno 1983   |         |
| 39 | Robottino è stato congelato dal dottor Aiguro ed è caduto in un crepaccio, ma viene salvato grazie all'aiuto della concorrente cinese e può proseguire la gara di velocità. |                  |         |

## Edizione statunitense
Negli Stati Uniti d'America è stato prodotto un lungometraggio montando e rieditando alcuni episodi, dal titolo  Robby the Rascal (letteralmente Robby il birbante), prodotto dalla Kidpix Productions di Jim Terry (Force Five) e distribuito nel mercato home video nel 1985. Questa riedizione è stata tuttavia privata di tutti i doppisensi o situazioni tipiche delle tematiche sexy/comiche presenti in molte serie giapponesi, anche per bambini, perché ritenute inadatte agli standard americani.

### Musiche
Nell'edizione statunitense la colonna sonora originale è stata sostituita con delle canzoni dei Bullets, alcune delle quali inedite.

### Cast
- Produttore esecutivo: Joseph Adelman
- Musica: Bullets
- Sceneggiatore/Editor: Collins Walker
- Produttore/Regista: Jim Terry
- Assistente Editor: James Terry Jr.
- Assistente di produzione: John Terry
- Voci: Ed Victor, Sandra Allyson, Reed Harmon, Tae McMullen, Scott Schwimer, Brenda Colbreth